# Richard Longman
Pour les articles homonymes, voir Longman.
Richard Longman, né le 18 mars 1946 à Calcutta (Inde), est un pilote automobile anglais essentiellement sur circuits à bord de voitures de tourisme, après des débuts en monoplaces. 

## Biographie
Sa carrière en course s'étale entre 1971 (Championnat de Grande-Bretagne de Formule 3) et 1986 (Championnat britannique des voitures de tourisme, ou BTCC).  
Il remporte par deux fois le BTCC, en 1978 et 1979, compétition dont il est encore le dauphin à trois reprises, en 1982, 1984, et 1986. 
Il y obtient ainsi 48 victoires de classe sur une décennie (2 en classe A pour 1977 sur Mini 1275 GT, 11 sur 12 en 1978 avec la voiture, 10 sur 12 en 1979, 4 en 1981 en Austin Metro 1300 HLS – en classe A toujours –, 5 en 1982 avec la voiture – cette fois en classe D –, 1 en 1983 en classe C avec une Ford Escort RS1600i, 6 en 1984, puis 3 en 1985 sur Ford Escort RS Turbo, et 6 sur 9 en 1986).
Il participe également à 6 reprises au RAC Tourist Trophy entre 1981 et 1986, sur Austin puis Ford.